# Matt Hunwick
Matthew John Hunwick, detto Matt (Warren, 21 maggio 1985), è un hockeista su ghiaccio statunitense.

## Palmarès

### Mondiali
- 1 medaglia:
  - 1 bronzo (Svezia/Finlandia 2013)